# تشنکوو
تشنکوو (به چکی: Čenkov) یک منطقهٔ مسکونی در جمهوری چک است که در ناحیه پریبرام واقع شده‌است.